# Grand Slam Cup
Grand Slam Cup byl tenisový turnaj, který se v letech 1990 až 1999 každoročně hrál v Mnichově. Akce byla pořádána Mezinárodní tenisovou federací (ITF). Na turnaj byli zváni nejlepší hráči na grandslamových turnajích uplynulého ročníku.
Grand Slam Cup ale nebyl nikdy uznán ATP. Proto účastníci nezískali body do žebříčku ATP a vítěz nezískal oficiálně titul. (Po posledním ročníku v roce 1999 se rozhodla ATP uznat tituly jako oficiální.)

## Kvalifikace
Kvalifikace a nasazení do turnaje nesouhlasily ze žebříčkem ATP. Body pro start na Grand Slam Cup bylo možné získat startem na grandslamových turnajích (tyto body byly použity pouze pro kvalifikaci na Grand Slam Cupu). ITF sčítala body ze všech turnajů a 16 hráčů s nejvíce body se kvalifikovalo do Grand Slam Cupu. Přestože pravidla nezajišťovala vítězi Gran Slamu přímý postup na turnaj, měl de facto kvalifikaci na Grand Slam Cup zajištěnou díky přidělení bodů za vítězství.
Tabulka přidělovaných bodů pro kvalifikaci na GSC

Počítají se pouze grandslamové turnaje.
| Round       | Points |
| 1. kolo     | 2      |
| 2. kolo     | 20     |
| 3. kolo     | 40     |
| 4. kolo     | 75     |
| Čtvrtfinále | 150    |
| Semifinále  | 300    |
| Finalista   | 450    |
| Vítěz       | 600    |

## Přehled finále

### Mužská dvouhra
| Rok  | vítěz            | finalista        | výsledek                    |
| ---- | ---------------- | ---------------- | --------------------------- |
| 1990 | Pete Sampras     | Brad Gilbert     | 6–3, 6–4, 6–2               |
| 1991 | David Wheaton    | Michael Chang    | 7–5, 6–2, 6–4               |
| 1992 | Michael Stich    | Michael Chang    | 6–2, 6–3, 6–2               |
| 1993 | Petr Korda       | Michael Stich    | 2–6, 6–4, 7–6(5), 2–6, 11–9 |
| 1994 | Magnus Larsson   | Pete Sampras     | 7–6(6), 4–6, 7–6(5), 6–4    |
| 1995 | Goran Ivanišević | Todd Martin      | 7–6(4), 6–3, 6–4            |
| 1996 | Boris Becker     | Goran Ivanišević | 6–3, 6–4, 6–4               |
| 1997 | Pete Sampras     | Patrick Rafter   | 6–2, 6–4, 7–5               |
| 1998 | Marcelo Ríos     | Andre Agassi     | 6–4, 2–6, 7–6(1), 5–7, 6–3  |
| 1999 | Greg Rusedski    | Tommy Haas       | 6–3, 6–4, 6–7(5), 7–6(5)    |

### Ženská dvouhra
| Rok  | vítězka            | finalistka        | výsledek      |
| ---- | ------------------ | ----------------- | ------------- |
| 1998 | Venus Williamsová  | Patty Schnyderová | 6–2, 3–6, 6–2 |
| 1999 | Serena Williamsová | Venus Williamsová | 6–1, 3–6, 6–3 |